# Xiphocentron albolineatum
Xiphocentron albolineatum is een schietmot uit de
familie Xiphocentronidae. De soort komt voor in het Neotropisch gebied.